# Jukovski
Jukovski (în rusă Жуко́вский) este un oraș situat în partea central-vestică a Federației Ruse în Regiunea Moscova, la sud-est de Moscova. La recensământul din 2010, orașul Jukovski avea o populație de 102.729 locuitori.